# Les Mureaux
Les Mureaux je severozahodno predmestje Pariza in občina v  departmaju Yvelines osrednje francoske regije Île-de-France. Leta 1999 je naselje imelo 31.379 prebivalcev.

## Geografija
Kraj leži v osrednji Franciji na levem bregu reke Sene 18 km vzhodno od Mantes-la-Jolie in 36 km severozahodno od središča Pariza.

## Administracija
Les Mureaux je občina z največjim številom prebivalstva v kantonu Meulan, v katerega so vključene še občine Chapet, Évecquemont, Gaillon-sur-Montcient, Hardricourt, Meulan, Mézy-sur-Seine, Tessancourt-sur-Aubette in Vaux-sur-Seine z 51.549 prebivalci.

## Zgodovina
Les Mureaux je bil v srednjem veku v posesti grofov iz Meulana.
17. stoletje: zgrajen dvorec château de Bècheville, leta 1977 preurejen v kulturni center.
1843: Skozenj je stekla železnica na liniji Pariz-Rouen.
1902: začetek letalstva v Mureauxu; 
1952: prvi polet Noratlasa, francoskega vojaškega transportnega letala, sestavljenega v tovarni v Les Mureauxu.